# Liste der Turniersieger im Sumō
Diese Liste enthält alle Gewinner aus der Makuuchi-Division des japanischen Sumō seit Einführung der sechs jährlichen Basho im Jahr 1958. Fett gesetzte Namen zeigen Turniersiege ohne Niederlage (zenshō-yūshō) an.
| Jahr | Hatsu-Basho     | Haru-Basho      | Natsu-Basho     | Nagoya-Basho   | Aki-Basho      | Kyūshū-Basho    |
| ---- | --------------- | --------------- | --------------- | -------------- | -------------- | --------------- |
| 2025 | Hōshōryū        | Ōnosato         | Ōnosato         | Kotoshōhō      |                |                 |
| 2024 | Terunofuji      | Takerufuji      | Ōnosato         | Terunofuji     | Ōnosato        | Kotozakura II   |
| 2023 | Takakeisho      | Kirishima       | Terunofuji      | Hōshōryū       | Takakeishō     | Kirishima       |
| 2022 | Mitakeumi       | Wakatakakage    | Terunofuji      | Ichinojō       | Tamawashi      | Abi             |
| 2021 | Daieishō        | Terunofuji      | Terunofuji      | Hakuhō         | Terunofuji     | Terunofuji      |
| 2020 | Tokushōryū      | Hakuhō          | abgesagt        | Terunofuji     | Shōdai         | Takakeishō      |
| 2019 | Tamawashi       | Hakuhō          | Asanoyama       | Kakuryū        | Mitakeumi      | Hakuhō          |
| 2018 | Tochinoshin     | Kakuryū         | Kakuryū         | Mitakeumi      | Hakuhō         | Takakeishō      |
| 2017 | Kisenosato      | Kisenosato      | Hakuhō          | Hakuhō         | Harumafuji     | Hakuhō          |
| 2016 | Kotoshōgiku     | Hakuhō          | Hakuhō          | Harumafuji     | Gōeidō         | Kakuryū         |
| 2015 | Hakuhō          | Hakuhō          | Terunofuji      | Hakuhō         | Kakuryū        | Harumafuji      |
| 2014 | Hakuhō          | Kakuryū         | Hakuhō          | Hakuhō         | Hakuhō         | Hakuhō          |
| 2013 | Harumafuji      | Hakuhō          | Hakuhō          | Hakuhō         | Hakuhō         | Harumafuji      |
| 2012 | Baruto          | Hakuhō          | Kyokutenho      | Harumafuji     | Harumafuji     | Hakuhō          |
| 2011 | Hakuhō          | abgesagt        | Hakuhō          | Harumafuji     | Hakuhō         | Hakuhō          |
| 2010 | Asashōryū       | Hakuhō          | Hakuhō          | Hakuhō         | Hakuhō         | Hakuhō          |
| 2009 | Asashōryū       | Hakuhō          | Harumafuji      | Hakuhō         | Asashōryū      | Hakuhō          |
| 2008 | Hakuhō          | Asashōryū       | Kotoōshū        | Hakuhō         | Hakuhō         | Hakuhō          |
| 2007 | Asashōryū       | Hakuhō          | Hakuhō          | Asashōryū      | Hakuhō         | Hakuhō          |
| 2006 | Tochiazuma      | Asashōryū       | Hakuhō          | Asashōryū      | Asashōryū      | Asashōryū       |
| 2005 | Asashōryū       | Asashōryū       | Asashōryū       | Asashōryū      | Asashōryū      | Asashōryū       |
| 2004 | Asashōryū       | Asashōryū       | Asashōryū       | Asashōryū      | Kaiō           | Asashōryū       |
| 2003 | Asashōryū       | Chiyotaikai     | Asashōryū       | Kaiō           | Asashōryū      | Tochiazuma      |
| 2002 | Tochiazuma      | Musashimaru     | Musashimaru     | Chiyotaikai    | Musashimaru    | Asashōryū       |
| 2001 | Takanohana II.  | Kaiō            | Takanohana II.  | Kaiō           | Kotomitsuki    | Musashimaru     |
| 2000 | Musoyama        | Takatoriki      | Kaiō            | Akebono        | Musashimaru    | Akebono         |
| 1999 | Chiyotaikai     | Musashimaru     | Musashimaru     | Dejima         | Musashimaru    | Musashimaru     |
| 1998 | Musashimaru     | Wakanohana III. | Wakanohana III. | Takanohana II. | Takanohana II. | Kotonishiki     |
| 1997 | Wakanohana III. | Takanohana II.  | Akebono         | Takanohana II. | Takanohana II. | Takanonami      |
| 1996 | Takanonami      | Takanohana II.  | Takanohana II.  | Takanohana II. | Takanohana II. | Musashimaru     |
| 1995 | Takanohana II.  | Akebono         | Takanohana II.  | Takanohana II. | Takanohana II. | Wakanohana III. |
| 1994 | Takanohana II.  | Akebono         | Takanohana II.  | Musashimaru    | Takanohana II. | Takanohana II.  |
| 1993 | Akebono         | Wakahanada      | Takanohana II.  | Akebono        | Akebono        | Akebono         |
| 1992 | Takahanada      | Konishiki       | Akebono         | Mitoizumi      | Takahanada     | Akebono         |
| 1991 | Kirishima       | Hokutoumi       | Asahifuji       | Kotofuji       | Kotonishiki    | Konishiki       |
| 1990 | Chiyonofuji     | Hokutoumi       | Asahifuji       | Asahifuji      | Hokutoumi      | Chiyonofuji     |
| 1989 | Hokutoumi       | Chiyonofuji     | Hokutoumi       | Chiyonofuji    | Chiyonofuji    | Konishiki       |
| 1988 | Asahifuji       | Ōnokuni         | Chiyonofuji     | Chiyonofuji    | Chiyonofuji    | Chiyonofuji     |
| 1987 | Chiyonofuji     | Hokutoumi       | Ōnokuni         | Chiyonofuji    | Hokutoumi      | Chiyonofuji     |
| 1986 | Chiyonofuji     | Hoshi           | Chiyonofuji     | Chiyonofuji    | Chiyonofuji    | Chiyonofuji     |
| 1985 | Chiyonofuji     | Asashio V.      | Chiyonofuji     | Hokutenyu      | Chiyonofuji    | Chiyonofuji     |
| 1984 | Takanosato      | Wakashimazu     | Kitanoumi       | Wakashimazu    | Tagaryū        | Chiyonofuji     |
| 1983 | Kotokaze        | Chiyonofuji     | Hokutenyu       | Takanosato     | Takanosato     | Chiyonofuji     |
| 1982 | Kitanoumi       | Chiyonofuji     | Chiyonofuji     | Chiyonofuji    | Takanosato     | Chiyonofuji     |
| 1981 | Chiyonofuji     | Kitanoumi       | Kitanoumi       | Chiyonofuji    | Kotokaze       | Chiyonofuji     |
| 1980 | Mienoumi        | Kitanoumi       | Kitanoumi       | Kitanoumi      | Wakanohana II. | Wajima          |
| 1979 | Kitanoumi       | Kitanoumi       | Wakanohana II.  | Wajima         | Kitanoumi      | Mienoumi        |
| 1978 | Kitanoumi       | Kitanoumi       | Kitanoumi       | Kitanoumi      | Kitanoumi      | Wakanohana II.  |
| 1977 | Wajima          | Kitanoumi       | Wakamisugi      | Wajima         | Kitanoumi      | Wajima          |
| 1976 | Kitanoumi       | Wajima          | Kitanoumi       | Wajima         | Kaiketsu       | Kitanoumi       |
| 1975 | Kitanoumi       | Takanohana I.   | Kitanoumi       | Kongo          | Takanohana     | Mienoumi        |
| 1974 | Kitanoumi       | Wajima          | Kitanoumi       | Wajima         | Wajima         | Kaiketsu        |
| 1973 | Kotozakura      | Kitanofuji      | Wajima          | Kotozakura     | Wajima         | Wajima          |
| 1972 | Tochiazuma      | Hasegawa        | Wajima          | Takamiyama     | Kitanofuji     | Kotozakura      |
| 1971 | Taiho           | Tamanoumi       | Kitanofuji      | Tamanoumi      | Kitanofuji     | Kitanofuji      |
| 1970 | Kitanofuji      | Taiho           | Kitanofuji      | Kitanofuji     | Tamanoumi      | Tamanoumi       |
| 1969 | Taiho           | Kotozakura      | Taiho           | Kiyokuni       | Tamanoshima    | Kitanofuji      |
| 1968 | Sadanoyama      | Wakanami        | Tamanoshima     | Kotozakura     | Taiho          | Taiho           |
| 1967 | Taiho           | Kitanofuji      | Taiho           | Kashiwado      | Taiho          | Sadanoyama      |
| 1966 | Kashiwado       | Taiho           | Taiho           | Taiho          | Taiho          | Taiho           |
| 1965 | Sadanoyama      | Taiho           | Sadanoyama      | Taiho          | Kashiwado      | Taiho           |
| 1964 | Taiho           | Taiho           | Tochinoumi      | Fujinishiki    | Taiho          | Taiho           |
| 1963 | Taiho           | Taiho           | Taiho           | Kitabayama     | Kashiwado      | Tochinoumi      |
| 1962 | Taiho           | Sadanoyama      | Tochinoumi      | Taiho          | Taiho          | Taiho           |
| 1961 | Kashiwado       | Asashio III.    | Sadanoyama      | Taiho          | Taiho          | Taiho           |
| 1960 | Tochinishiki    | Wakanohana I.   | Wakamisugi      | Wakanohana I.  | Wakanohana I.  | Taiho           |
| 1959 | Wakanohana I.   | Tochinishiki    | Wakanohana I.   | Tochinishiki   | Wakanohana I.  | Wakanohana I.   |
| 1958 | Wakanohana I.   | Asashio III.    | Tochinishiki    | Wakanohana I.  | Wakanohana I.  | Asashio III.    |